# Normenhierarchie (Schweiz)
Die Normenhierarchie der Schweiz beschreibt die Normenhierarchie der Schweizer Rechtsquellen. Sie hat Bedeutung für das Legalitätsprinzip und für die Auflösung von Normenkollisionen. 
In der Schweiz gilt auf Bundesebene folgende Gliederung:
1. Bundesverfassung
2. Bundesgesetze, völkerrechtliche Verträge
3. Verordnungen

Auf Kantonsebene ist die Gliederung die gleiche, nur dass Bundesrecht immer dem kantonalen Recht vorgeht, man spricht von der derogatorischen Kraft des Bundesrechts.

## Bundesverfassung
Die Bundesverfassung (BV) ist die Rechtsquelle auf oberster Stufe. Eine Änderung der Bundesverfassung bedarf immer des doppelten Mehrs – also der Zustimmung von Volk und Ständen. Die Bundesverfassung steht im Allgemeinen über den völkerrechtlichen Verträgen; sie ist aber in jedem Fall dem zwingenden Völkerrecht untergeordnet. Das Bundesgericht hat zudem festgehalten, dass es auch der Europäischen Menschenrechtskonvention in einem Konflikt mit der Bundesverfassung den Vorrang gibt (siehe ausführlicher: Völkerrechtlicher Vertrag (Schweiz)#Völkerrechtlicher Vertrag und innerstaatliches Recht).

## Bundesgesetz und völkerrechtlicher Vertrag
Die Bundesgesetze und völkerrechtlichen Verträge sind Rechtsquellen der zweiten Stufe. Um zu verhindern, dass sich die richterliche Gewalt über die gesetzgebende Gewalt erhebt, hat der Verfassungsgeber in Art. 190 der Bundesverfassung festgehalten, dass die Bundesgesetze und das Völkerrecht für das Bundesgericht und die anderen rechtsanwendenden Behörden massgebend sind. Das Bundesgericht und die anderen rechtsanwendenden Behörden müssen somit Bundesgesetze und völkerrechtliche Verträge selbst dann anwenden, wenn es diese als verfassungswidrig erachtet (vgl. Verfassungsgerichtsbarkeit (Schweiz)). Dass völkerrechtliche Verträge Vorrang gegenüber Bundesgesetzen haben, ist nicht positiv niedergeschrieben. Weder die Bundesverfassung noch eine andere Rechtsquelle definieren dies abschliessend, weshalb von Fall zu Fall entschieden wird. In seiner neueren Praxis gibt das Bundesgericht grundsätzlich völkerrechtlichen Verträgen den Vorrang vor Bundesgesetzen, auch wenn diese später verabschiedet wurden, also jünger sind (siehe auch: Völkerrechtlicher Vertrag (Schweiz)#Völkerrechtlicher Vertrag und Bundesgesetz).
Bundesgesetze werden durch die Bundesversammlung erlassen und völkerrechtliche Verträge werden durch sie genehmigt. Sie sind zweifach demokratisch legitimiert: Einerseits, da das vom Volk gewählte Parlament, die Bundesversammlung, sie erlässt bzw. genehmigt. Andererseits aber, weil sie dem fakultativen Referendum unterstehen, wobei das nicht für alle völkerrechtlichen Verträge gilt (Art. 141 BV); Bundesgesetze sowie deren Änderungen unterstehen dem fakultativen Referendum hingegen immer.

## Verordnung
Auf der dritten Stufe der Normenhierarchie stehen die Verordnungen, die in den meisten Fällen vom Bundesrat erlassen werden. Sie konkretisieren die Bundesgesetze, sind jedoch noch immer rechtsetzende Bestimmungen und somit generell-abstrakt. Sie unterstehen nicht dem fakultativen Referendum. Sie dürfen analog den Gesetzen in keinem Widerspruch zu übergeordneten Rechtsquellen stehen.

## Verfügung
Die Verfügungen (auch: Dienstanweisungen) sind Bestimmungen für den Vollzug der Behörden und Verwaltungen. Diese werden durch die zuständige Behörde der Bundesverwaltung erlassen. Dienstweisungen regeln detaillierte Verfahrensabläufe für den Vollzug der Gesetze und Verordnungen bei den Behörden selber und haben keinerlei gesetzlichen Charakter.

## Kantonale Ebene
Auf kantonaler Ebene ist die Normenhierarchie identisch:
1. Kantonsverfassung
2. Kantonsgesetz
3. Kantonsverordnung

Nach Art. 49 BV geniesst das Bundesrecht Vorrang vor dem kantonalen Recht. Im Extremfall ist also eine kantonale Verfassungbestimmung, die einer Verordnung des Bundesrates zuwiderläuft, nichtig und darf nicht angewendet werden (siehe Bundesrecht bricht Landesrecht#Schweiz).

## Kommunale Ebene
Auf kommunaler Ebene sieht die Normenhierarchie wie folgt aus:
1. Gemeindeordnung: Die Gemeindeordnungen sind die Verfassungen der Gemeinden, wobei sie nicht immer als solche bezeichnet werden. Gebräuchlich sind auch die Ausdrücke Organisationsreglement (Bern, Jura, Wallis), Gemeindesatzungen (Uri) oder Bezirksreglemente (Appenzell Innerrhoden). Nur die Kantone Genf und Waadt kennen keine Verfassungen für die Gemeinden; dort regeln die kantonalen Verfassungen und Gesetze bis ins Detail die kommunale Organisation (in den Westschweizer Kantonen ist auch die Autonomie der Gemeinden am geringsten ausgeprägt[7]). Diese Gemeindeordnungen sind nur in einzelnen Fällen Verfassungen im formellen Sinne.[8]
2. Gemeindereglement: Gesetzliche Erlasse gibt es in allen Kommunen, allerdings in sehr unterschiedlichem Masse. Von Gesetzen ist jedoch nur in Graubünden die Rede; die meisten Kantone sprechen von Reglementen, einige (die Zürcher Gemeinden, Kanton Glarus) aber auch von Verordnungen.[9]
3. Gemeindeverordnung: Die restlichen rechtsetzenden Erlasse, die nicht auf Verfassungs- oder Gesetzesstufe stehen, werden als Verordnungen bezeichnet. Anders als in Bund und Kantonen (ausser Solothurn[10]) sind in einzelnen Kantonen (Nidwalden, Glarus) Verordnungen der Gemeindeexekutive dem fakultativen Referendum unterstellt.[11]